# Licòfron de Corint
Licòfron de Corint (grec antic: Λυκόφρων, llatí: Lycophron) fou un fill de Periandre, el tirà de Corint, i de Melissa.
Quan Periandre va matar Melissa, el pare d'ella, Procles, tirà d'Epidaure, va demanar als dos fills de Melissa, que eren els seus nets i els feia de tutor, si sabien qui l'havia matat. Quan Licòfron va tornar a Corint va refusar de tenir contacte amb el seu pare, Periandre, qui el va foragitar de casa i va prohibir a qualsevol de rebre'l i fins i tot de parlar-li sota pena de confiscació d'una quantitat que aniria dedicada al culte d'Apol·lo. Però Licòfron, reduït a la misèria, es va mantenir ferm, i finalment el pare va anar a demanar-li de tornar a casa, i va haver de pagar la multa establerta.
Periandre el va enviar a Corcira, però anys després el va cridar altre cop a Corint per ser el seu successor a la tirania, perquè el fill gran, Cípsel, el considerava incapaç. Licòfron va refusar la tornada mentre el pare restés a la ciutat. Periandre va proposar d'anar-se'n a Corcira, i Licòfron acceptà de tornar amb aquestes condicions. Abans que es pogués concretar, però, com que els habitants de Corcira no volien rebre Periandre, van matar Licòfron el 586 aC. En parlen Heròdot, Pausànias i Diògenes Laerci.